# De iure belli ac pacis
De iure belli ac pacis (Il diritto della guerra e della pace) è un'opera di Ugo Grozio (Huig de Groot), giurista, filosofo e scrittore olandese, composta nel 1625. Ha come scopo principale combattere la forza cercando la stabilità e la certezza nel diritto, presentando la teoria della guerra giusta e affermando il principio che tutte le nazioni siano legate dal principio del diritto naturale.
In particolare si ricorda quest'opera per la frase:
(U. Grozio, De iure belli ac pacis, Prolegomena, 11)
Con questo Grozio ammette la distinzione fra diritto divino e diritto naturale, un'idea che ha dominato gran parte dell'antichità, accolta anche da Samuel von Pufendorf. L'opera riprende il De iure belli di Alberico Gentili del 1598, come dimostrato da Thomas Erskine Holland, che analizzò l'opera.

## Edizioni
Le edizioni del De iure belli ac pacis ammontano, se si considerano anche quelle parziali, a cinquantatré. In mancanza dell'edizione critica era d'uso citare quella postuma del 1646. Qui riporteremo solamente l'editio princeps del 1625 e quella critica del 1939 (nella copia anastatica del 1993), insieme alle principali traduzioni, rimandando per le restanti edizioni a J. ter Meulen-P.J.J. Diermanse, Bibliographie des écrits imprimés de Hugo Grotius, Martinus Nijhoff, La Haye 1950.

### Editio princeps
- (LA) Hugonis Grotii, De iure belli ac pacis libri tres. In quibus ius naturæ et gentium: item iuris publici præcipua explicantur, Parisiis, Apud Nicolaum Buon, in via Jacobæa, sub signis S. Claudii, et Hominis Silvestris, 1625 (MDCXXV), ISBN non esistente.

### Edizione critica
- (LA) Hugonis Grotii, De iure belli ac pacis libri tres, in quibus ius naturæ et gentium item iuris publici præcipua explicantur, curavit B.J.A. de Kanter-van Hettinga Tromp. Editionis anni 1939 quæ Lugduni Batavorum in ædibus E.J. Brill emissa est exemplar photomechanice iteratum. Annotationes novas addiderunt R. Feenstra et C.E. Persenaire, adiuvante A. Arps-De Wilde, Aalen, Scientia Verlag, 1993, ISBN 3-511-09230-2.

### Traduzioni francesi
- (FR) Hugues Grotius, Le droit de la guerre et de la paix, nouvelle traduction, par Jean Barbeyrac. Avec le notes de l'auteur même, qui n'avoient point encore paru en François; & de nouvelles notes du traducteur, Amsterdam, Chez Pierre De Coup, 1724 (MDCCXXIV), ISBN non esistente. URL consultato il 20 febbraio 2016.
- (FR) Hugues Grotius, Le droit de la guerre et de la paix divisé en trois livres. Ou sont expliqués le droit de la nature et des gens et les principaux points du droit public, nouvelle traduction, par M. Paul Pradier-Fodéré, précédée d'un essai biographique et historique sur Grotius et son temps, accompagnée d'un choix de notes de Gronovius, Barbeyrac, etg. Complétée par des notes nouvelles, Paris, Guillaumin et cie, 1867, ISBN non esistente. URL consultato il 20 febbraio 2016.

### Traduzioni inglesi
- (EN) Hugo Grotius, On the Law of War and Peace, translated by Francis W. Kelsey, Oxford, Oxford University Press, 1925, ISBN non esistente.

### Traduzioni italiane
- Ugone Grozio, Il dritto della guerra e della pace di Ugone Grozio, colle note dello stesso autore, e di Giovanni Barbeyrac. Tradotto nell'idioma italiano dall'avvocato napoletano D.Antonio  Porpora, Napoli, Appresso Giuseppe De Dominicis, 1777 (MDCCLXXVII), ISBN non esistente. La traduzione del Porpora è stata ripubblicata in copia anastatica dal Centro Editoriale Toscano, a cura di Francesca Russo, con una premessa di Salvo Mastellone, Firenze 2002, ISBN 88-7957-198-2.
- Ugo Grozio, I prolegomeni al De iure belli ac pacis, traduzione e note di Salvatore Catalano, introduzione di Eugenio Di Carlo, Palermo, Palumbo, 1941, ISBN non esistente.
- Ugo Grozio, Prolegomeni al diritto della guerra e della pace, traduzione, introduzione e note di Guido Fassò, aggiornamento di Carla Faralli, 3ª ed., Napoli, Morano, 1979  [1949], ISBN non esistente.
- Ugo Grozio, Il diritto della guerra e della pace. Prolegomeni e libro primo, a cura di Fausto Arici e Franco Todescan, introduzione di Guido Fassò, Padova, CEDAM, 2010, ISBN 978-88-13-29030-6. URL consultato il 20 febbraio 2016.

### Traduzioni tedesche
- (DE) Hugo Grotius, Das Recht des Krieges und Friedens, in welchem das Natur- und Völkerrecht und das Wichtigste aus dem öffentlichen Recht erklärt werden, herausgegeben, beziehungsweise übersetzt, erläutert und mit Lebensbeschreibungen versehen von J.H. von Kirchmann, Berlin, Verlag von L. Heimann, 1869, ISBN non esistente. URL consultato il 21 febbraio 2016.
- (DE) Hugo Grotius, Drei Bücher vom Recht des Krieges und des Friedens, übersetzt von Walter Schätzel, Tübingen, Verlag J.C.B. Mohr, 1950, ISBN non esistente.